# Дарабани
Дарабани (рум. Darabani) — город в Румынии в составе жудеца Ботошани.

## История
Впервые эти места (под названием «Кымбени») упоминаются в документе 1546 года (времён господаря Петра Рареша).
В 1725 году деревня Дарабани впервые была нанесена на карту. В 1837 году господарь Михаил Стурдза дозволил организовать здесь ярмарку. В 1841 году здесь была организована первая в Молдавии государственная школа. По соглашению между владельцем земель и иудейской общиной, привлечённой экономической выгодой от наличия ярмарки, сюда началось переселение лиц иудейского вероисповедания со всех бессарабских земель, и к концу XIX века евреи составляли значительную часть местного населения.
В 1968 году селение Дарабани получило статус города.